# Protolepidodendron
Protolepidodendron é um gênero de vegetais extintos da família protolepidodendraceae e da ordem protolepidodendrales.

## Espécies
Foi catalogada somente 1 espécie do gênero protolepidodendron, sendo a seguinte espécie:
- Protolepidodendron Microphyllum